# Les Misérables (1998)
Les Misérables ist der Name eines Films aus dem Jahr 1998 von Bille August. Er basiert auf dem (im Original gleichnamigen) Roman Die Elenden von Victor Hugo.

## Handlung
Nach neunzehn Jahren Haft in den Steinbrüchen bei Toulon wegen Diebstahls eines Brotes wird Jean Valjean freigelassen. Als er in der Stadt Digne-les-Bains ankommt, will ihn dort nur der Bischof aufnehmen. Doch Valjean, verhärmt und voller Hass, geweckt von seinen Erinnerungen an den Steinbruch, steht in der Nacht auf, um ihm sein Silber zu stehlen. Als der Bischof ihn dabei erwischt, schlägt Valjean ihn nieder und flieht. Am nächsten Morgen bringen ihn Polizisten zurück. Doch der Bischof, der Valjeans Vergangenheit kennt, lügt, um ihm zu helfen, indem er behauptet, er habe Valjean das Silber geschenkt, und gibt ihm vor den Augen der Polizisten auch noch zwei Kerzenleuchter. Dann verabschiedet er Valjean mit den Worten: „Vergessen Sie es niemals: Sie haben mir versprochen, mit diesem Silber ein anständiger Mensch zu werden.“

### Bürgermeister von Vigo
Neun Jahre später kommt ein neuer Polizeipräfekt in die kleine Stadt Vigo. Javert ist ein sehr strenger Mann, der zuvor in den Steinbrüchen bei Toulon Gefängniswärter war. Polizeikapitän Beauvais stellt ihn dem Bürgermeister vor. Dieser ist ein sehr seltsamer Mann; obwohl reich geworden, lebt er in einem kleinen Haus. Man nennt ihn Monsieur Le Maire (frz.: Herr Bürgermeister), von seiner Vergangenheit ist nichts bekannt. Als er Javert sieht, scheint ihn das zu ängstigen. Der Zuschauer erkennt: Monsieur Le Maire ist kein anderer als Jean Valjean.
Zur gleichen Zeit in Valjeans Fabrik: Die Vorarbeiterin entdeckt, dass eine der Arbeiterinnen namens Fantine ein uneheliches Kind hat. Sie bittet Valjean, Fantine kündigen zu dürfen; dieser hört ihr kaum zu und willigt ein, da er noch ganz durcheinander von seinem Zusammentreffen mit Javert ist.
Fantine wird gekündigt und sie muss nun zusehen, wie sie genug Geld verdient, um das Ehepaar aus Montfermeil, bei dem ihre Tochter Cosette gegen Bezahlung lebt, zu entlohnen und selbst noch ausreichend zur Verfügung zu haben. Nachdem sie alles, inklusive ihrer Haare, verkauft hat, bleibt ihr nichts mehr als die Prostitution.
Eines Tages gibt es einen Unfall: Ein Mann, Lafitte, ist unter die Räder seines Karrens geraten. Es scheint keine Möglichkeit zu geben, ihn zu retten, da die Zeit knapp ist. Schließlich kommt Le Maire / Valjean und es gelingt ihm, den Karren zu heben. Lafitte wird gerettet, und Le Maire besorgt ihm eine Stellung als Gärtner in Paris, im Nonnenkloster Petit-Picpus. Javert, ebenfalls anwesend, erinnert sich, dass er nur einen Mann gekannt hat, der stark genug war, um diesen Karren zu heben: den Sträfling Jean Valjean.

### Fantine und Valjean
Wenige Tage später wird Fantine während ihrer abendlichen Runde von einem Betrunkenen belästigt, es kommt zum Streit, der von Javert unterbunden wird, der dem Mann glaubt und Fantine abführt. Javert will Fantine für sechs Monate ins Gefängnis stecken, doch der Bürgermeister interveniert und sagt, dass nicht Fantine es gewesen sei, die den Streit begonnen habe. Als Javert darauf besteht, Fantine einzusperren, weist Le Maire ihn scharf zurecht und kümmert sich um die kranke Fantine.
Fantine hat Tuberkulose, und es geht ihr nur sehr langsam besser. Sie erzählt Le Maire ihre Geschichte und er verspricht ihr, ihr Kind zu holen; dazu lässt er sich von ihr ein Formular unterschreiben, in dem sie ihm erlaubt, Cosette mitzunehmen. Langsam entwickelt sich eine Liebe zwischen den beiden.
Javert ist inzwischen sicher, in Le Maire Valjean erkannt zu haben. Valjean wird gesucht, da er neun Jahre vor dem Ende seiner Bewährungszeit verschwunden war; angeblich steht darauf lebenslänglich. Er denunziert ihn, doch erhält er als Antwort, dass Valjean bereits gefunden worden sei. Er erzählt Le Maire von dieser Geschichte mit der Bitte, entlassen zu werden, da er der Meinung ist, dass es ihm gegenüber Le Maire an Respekt mangele.
Am nächsten Tag ist der Prozess des angeblichen Valjean. Der echte Valjean erscheint dort und gibt sich als Valjean zu erkennen, geht allerdings, bevor er verhaftet wird.
Zurück an Fantines Bett erzählt er ihr, er werde bald ihre Tochter holen. Fantine weiß, dass sie wohl kaum überleben wird. Sie gibt Valjean eine Kette, das einzige, was ihr geblieben ist, mit der Bitte, dass er sie Cosette gibt. Doch dann kommt Javert, um Valjean zu verhaften. Valjean bittet ihn um drei Tage, um Cosette zu holen. Javert, ungeduldig, erzählt Fantine die ganze Wahrheit, und der Schock ist zu viel für sie: Sie stirbt. Valjean schlägt Javert nieder und flieht, wobei ihm Beauvais hilft. Javert verfolgt ihn, sobald er wieder auf den Beinen ist, doch es gelingt ihm nicht, Valjean noch einzuholen.
Dieser ist nach Montfermeil zu den Thénardiers gereist, um Cosette zu holen. Die Thénardiers haben sich die ganze Zeit über von Fantine gut bezahlen lassen und gleichzeitig Cosette als Dienstmagd ausgebeutet. Thénardier versucht nun auch Valjean auszunehmen, doch dieser zeigt ihm Fantines Unterschrift unter der Vollmacht, und Thénardier hat keine andere Wahl, als Cosette gehen zu lassen.

### Unterschlupf in Paris
Valjean und Cosette kommen nach Paris. Dort wurden auf Javerts Wink hin die Kontrollen verstärkt, die beiden müssen über die Stadtmauer klettern, wobei Javert sie entdeckt. Doch auf der anderen Seite der Mauer ist ein Nonnenkloster, und zwar jenes, in dem Lafitte als Gärtner arbeitet. Valjean und Cosette erhalten Einlass, Javert wird auf der Suche nach Valjean der Eintritt verwehrt.
Jahre vergehen, Cosette wird zu einer jungen Frau und ist kurz davor, Novizin zu werden; doch es gelingt ihr, Valjean zu überreden, das Kloster zu verlassen. Auf einem Spaziergang lernt sie den jungen Revolutionär Marius kennen und die beiden verlieben sich. Marius wird jedoch von Javert beobachtet, da dieser ihn aufgrund seiner politischen Gesinnung für gefährlich hält. Der Straßenjunge Gavroche schließlich hilft Marius, Verbindung zu Cosette aufzunehmen. Die beiden treffen sich jeden Abend auf einer Parkbank vor Cosettes Haus. Dies bemerkt Javert, und da er Valjean nicht gesehen hat und für einen ehrbaren Bürger hält, will er ihn warnen, was seine Tochter treibt.
Er versucht Valjean zu sprechen, doch dieser hört den Namen und schickt Cosette, die behauptet, er sei nicht da. Javert hinterlässt Valjean einen Brief. Als Valjean diesen liest, wird er wütend auf Cosette. Es kommt zum Streit, an dessen Ende Cosette Valjean dazu bringt, ihr seine Vergangenheit zu erzählen.

### Revolutionäre Tage
Die Studenten planen die Revolution. Doch Marius, eigentlich ihr Anführer, hat anderes im Kopf, nämlich Cosette. Am Abend zuvor hat sie ihm erzählt, dass ihr Vater beschlossen habe, nach England auszuwandern. Auch wenn sie Marius die Gründe nicht erzählt, macht sie doch klar, dass sie mitkommen muss. Javert verkleidet sich als Spion, um die Studenten auszuspionieren. Schließlich ist die Barrikade gebaut, am Abend schleicht sich Marius weg, um Cosette noch einmal zu sehen. Javert folgt ihm und überwältigt ihn. Als Cosette kommt, nimmt er auch sie gefangen. Doch den beiden gelingt es, den Spieß umzudrehen, und Marius nimmt Javert als Gefangenen mit auf die Barrikade.
Cosette erzählt Valjean, was passiert ist, und dieser macht sich auf den Weg zur Barrikade. Er kann Marius dazu überreden, Javert erschießen zu dürfen; doch er lässt ihn gehen und feuert den Schuss in die Luft. Der Junge Gavroche wird erschossen, als er versucht, auf der anderen Seite der Barrikaden die Leichen um ihr Pulver zu erleichtern. Am nächsten Morgen ist die Lage ziemlich aussichtslos. Valjean versucht Marius zu überreden, die Barrikade zu verlassen, doch dieser will seine Freunde nicht verraten. Schließlich fällt die Barrikade. Valjean, als einziger unverletzt, flieht mit dem schwerverletzten Marius durch die Kanalisation. Die Aufständischen, die noch leben, werden erschossen. Javert, auf der Suche nach Valjean, entdeckt den verschobenen Kanaldeckel.
Nahe der Seine kommen Valjean und Marius aus der Kanalisation. Javert wartet bereits. Doch diesmal lässt er sich von Valjean dazu überreden, Marius zu Cosette zu bringen. In Begleitung zweier Polizisten kehrt Valjean zu seinem Haus zurück. Cosette, die die beiden Polizisten sieht, errät, was passiert ist. Sie will Valjean zurückhalten, doch dieser sagt, das sei der Handel gewesen, dass er Marius zu Cosette bringen dürfe. Zum Abschied gibt er ihr die Kette, die Fantine ihm anvertraut hatte.
Javert wartet am Ufer der Seine. Er schickt die Polizisten weg, kaum dass diese ihm den gefesselten Valjean gebracht haben. Doch zu Valjeans eigener Überraschung nimmt ihm Javert schließlich die Handschellen ab und stürzt sich in die Seine. Valjean macht sich auf den Weg zurück nach Hause und ist froh, nun frei leben zu können.

## Besetzung und Synchronisation
Die deutschsprachige Synchronisation des Films entstand bei der R.C. Production Rasema Cibic, Berlin. Verfasserin des Dialogbuchs ist Dorothee Muschter. Dialogregie führte Hagen Mueller-Stahl.
| Rolle                                           | Darsteller          | Synchronsprecher     |
| ----------------------------------------------- | ------------------- | -------------------- |
| Jean Valjean / Monsieur Le Maire                | Liam Neeson         | Bernd Rumpf          |
| Inspector Javert                                | Geoffrey Rush       | Jürgen Heinrich      |
| Fantine                                         | Uma Thurman         | Petra Barthel        |
| Cosette als Frau                                | Claire Danes        | Nana Spier           |
| Marius, Freund von Cosette                      | Hans Matheson       | Gerrit Schmidt-Foß   |
| Hauptmann Beauvais                              | Reine Brynolfsson   | Michael Walke        |
| Bischof                                         | Peter Vaughan       | Hasso Zorn           |
| Cosette als Kind                                | Mimi Newman         | Arlette Markuse      |
| Thénardier, Pflegevater von Cosette             | Jon Kenny           | Bodo Wolf            |
| Madame Thénardier, Pflegemutter von Cosette     | Gillian Hanna       | Marianne Groß        |
| Lafitte, Gärtner im Nonnenkloster               | Tim Barlow          | Hans Nitschke        |
| Mutter Oberin                                   | Kathleen Byron      | Barbara Adolph       |
| Brevet, ehemaliger Mitsträfling von Valjean     | Frank O’Sullivan    | Jürgen Kluckert      |
| Lombard, ehemaliger Mitsträfling von Valjean    | Tony Vogel          | Karl-Maria Steffens  |
| Bertin, ehemaliger Mitsträfling von Valjean     | Christopher Adamson | Roland Hemmo         |
| Toussaint, Haushälterin von Valjean und Cosette | Patsy Byrne         | Sonja Deutsch        |
| Gavroche, Straßenjunge                          | Shane Hervey        | Wilhelm-Rafael Garth |

## Unterschiede zum Buch

### Streichen von Figuren
- Éponine, eigentlich eine Hauptfigur des Buches, hat nur einen kurzen Auftritt zu Beginn des Films, als sie als Kind mit ihrer Schwester Azelma in der Herberge der Thénardiers spielt.
- Der eigentliche Anführer der Revolte, Enjolras, ist nur noch ein beliebiges Mitglied der Studentengruppe, deren Leitung nun Marius übernommen hat. Dies steht im Gegensatz zum Buch, in dem Marius sich nur nach Cosettes scheinbarer Abreise entschließt, sich der Revolte anzuschließen.
- Die Thénardiers erfüllen nur ihre Aufgabe als Wirtsleute, die Cosette bei sich aufnehmen (und ausbeuten). Danach kommen sie nicht mehr vor. Im Buch spielen sie allerdings auch weiterhin eine wichtige Rolle.
- Ferner wurden noch zahlreiche weniger bedeutende Charaktere gestrichen.

### Verändertes Ende
- Das Buch endet damit, dass Valjean Marius nach dessen Hochzeit mit Cosette seine wahre Identität verrät. Marius gibt daraufhin Valjean deutlich zu verstehen, dass er in seinem Haus nicht mehr gerne gesehen sei. Valjean geht an der Trennung von Cosette langsam zugrunde. Marius erfährt von Thénardier, dass es Valjean war, der ihm das Leben gerettet hat. Als er und Cosette jedoch Valjean in seiner Wohnung finden, liegt dieser bereits im Sterben.
- Anders als im Buch stürzt sich Javert im Beisein von Valjean in die Seine. Hier endet der Film. Im Buch ist Javert bei seinem Selbstmord allein.

### Änderungen von Namen
- Die Stadt, in der Valjean Bürgermeister ist, heißt im Buch Montreuil-sur-Mer, nicht Vigo. Eine Stadt namens Vigo existiert in Frankreich nicht.
- Der Mann, dessen Leben Valjean rettet, als er den Karren anhebt, heißt laut Buch Fauchelevent, nicht Lafitte.
- Der Mann, der für Valjean gehalten wird, heißt im Buch Champmathieu, wobei dieser Name von Bedeutung ist, da er den Mann weiter belastet, nicht, wie im Film, Carnot.
- Die drei Sträflinge, die gegen Champmathieu/Carnot aussagen, heißen im Buch Brevet, Chenildieu und Cochepaille statt Brevet, Lombard und Bertin.

Eine mögliche Erklärung für die Kürzung und Vereinfachung vieler Namen im Film ist deren leichtere Aussprechbarkeit für die überwiegend englischsprachigen Schauspieler.

### Valjean
Jean Valjeans Persönlichkeit unterscheidet sich deutlich von der Beschreibung im Buch. Valjean schlägt im Film nicht nur den Bischof und Javert nieder, sondern schlägt auch Cosette, als diese ihm nicht die Wahrheit über ihre Beziehung zu Marius erzählen will. Auch geht er erst auf ihr Bitten zur Barrikade, um Marius zu retten. Zudem erzählt Valjean Cosette relativ bereitwillig von seiner Vergangenheit, während er im Buch Marius unter Tränen bittet, ihr nichts zu erzählen.

### Sonstiges
- Im Buch lernt Valjean schon im Zuchthaus lesen und schreiben, im Film tut er dies erst, als er bereits Bürgermeister ist.
- Javert ist Polizeiinspektor von Montreuil, nicht Präfekt. Polizeipräfekten gab (und gibt) es nur einen, dem die gesamte Polizei Frankreichs untersteht.
- Die Figur des Hauptmanns Beauvais gibt es im Buch nicht.
- Monsieur Madeleine betreibt eigentlich eine Jet-Fabrik (für eine Art gefärbtes Glas, das für recht billigen Schmuck verwendet wurde), keine Ziegelfabrik.
- Nach Fantines Tod lässt sich Valjean widerstandslos verhaften und flieht erst später aus dem Gefängnis. Er schlägt Javert nicht nieder.
- Im Buch wohnt Valjean bereits eine Weile in Paris, bevor Javert zufällig auf ihn trifft. Er findet ihn nicht bereits, als Valjean versucht, nach Paris zu kommen.
- Gavroche ist im Buch der Sohn der Thénardiers.
- Auch ist es im Film nicht Gavroche, der Javert als einen Spion enttarnt, sondern Marius, als Javert ihm auf dem Weg zu seiner Verabredung mit Cosette folgt.
- Im Film erfährt Javert zufällig von der Affäre zwischen Marius und Cosette und will Valjean, den er für einen respektablen Bürger hält, davon in Kenntnis setzen. Das führt zu einem Streit zwischen Valjean und Cosette, der damit endet, dass Valjean seine Vergangenheit gesteht. Diesen Teil der Handlung gibt es im Buch nicht.
- Ferner gibt es eine große Zahl von Auslassungen sowie zahlreiche Anachronismen.

## Kritik
Von der Kritik wurde Bille Augusts Regieleistung größtenteils gelobt. Die Neuverfilmung des Klassikers sei eine „beachtenswerte Verfilmung des Hauptwerks von Victor Hugo, die sich auf die Auseinandersetzung der Gegenspieler konzentriert“. Andererseits wurden die Kürzungen kritisiert. Der Ablauf der Handlung, die sich bei Victor Hugo über 40 Jahre und rund 1500 Buchseiten erstreckt, werde „auf ein wesentliches erzählerisches Gerüst konzentriert“ und der „Wälzer von Autor Hugo auf das hollywoodsche Maß reduziert“.
Kritiker Gebhard Hölzl schrieb in Cinema, die Version „ähnelt den risikolos inszenierten TV-Weihnachtsvierteilern und hat mit epischer Leinwandunterhaltung wenig zu tun. Brav und schön hell – ideal für die spätere Fernseh- und Videoauswertung – die Kameraarbeit von Jørgen Persson. Glatt und harmlos das Drehbuch von Rafael Yglesias. Schmalzig-effektiv der Soundtrack von Basil Poledouris“. Als Positiva merkte er lediglich an, „im Kopf bleiben die düstere Ausstattung von Anna Asp, die akkuraten Kostüme von Gabriella Pescucci und Uma Thurmans viel zu kurzer Auftritt als Valjeans große Liebe Fantine“.

„Bille August, schon durch seinen ersten internationalen Erfolg mit Pelle der Eroberer ein Spezialist für Literaturverfilmungen, konzentriert sich in Les Misérables auf entscheidende Momente und Situationen, in denen sich starre Verhältnisse plötzlich verändern. Knapp und gedrängt erscheint die Zeit, ruhelos die Charaktere, und gäbe es nicht Zwischentitel, die uns erinnern, daß es nun »10 Jahre später« ist, könnte man glauben, die dramatischen Ereignisse spielten sich innerhalb weniger Monate ab.“

„Nicht verschwiegen werden soll, dass Bille August vieles plakativ und klischeehaft darstellt. Jean Valjean ist beispielweise [sic] nach seiner Läuterung so uneingeschränkt edel und großmütig, wie es bei einem Menschen niemals möglich wäre.“